# B. J. Sams
Bradley Jamar "B. J." Sams (29 de octubre de 1980 en Nueva Orleans, Luisiana) es un jugador profesional de fútbol americano que juega en la posición de wide receiver actualmente es agente libre. Firmó para Baltimore Ravens como agente libre en 2004. Jugó como colegial en McNeese State.
También participó con Kansas City Chiefs en la National Football League y California Redwoods en la United Football League.

## Estadísticas UFL
| Temporada | Equipo | N.º | FC | Yds | Avg  | Lg | TD |
| --------- | ------ | --- | -- | --- | ---- | -- | -- |
| 2009      | CAR    | 22  | 0  | 375 | 17.0 | 31 | 0  |

- Datos: Q954030
- Multimedia: B. J. Sams (American football) / Q954030